# Pegelhaus (Koblenz)

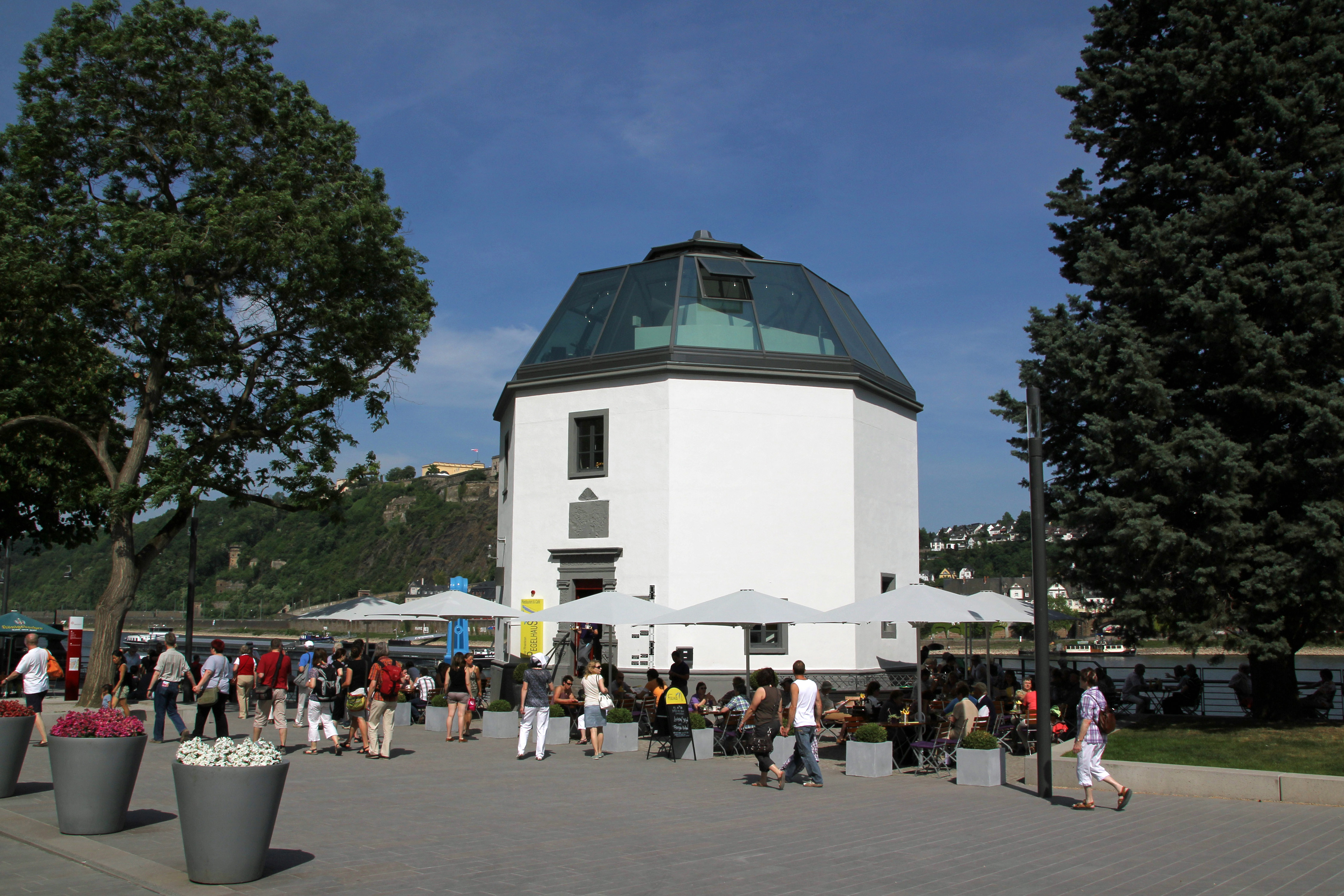
Das Pegelhaus mit Glasdach in den Rheinanlagen von Koblenz

Das Pegelhaus ist ein ehemaliger Rheinkran in den Rheinanlagen von Koblenz, der heute als Rheinpegel und Restaurant genutzt wird.

## Geschichte

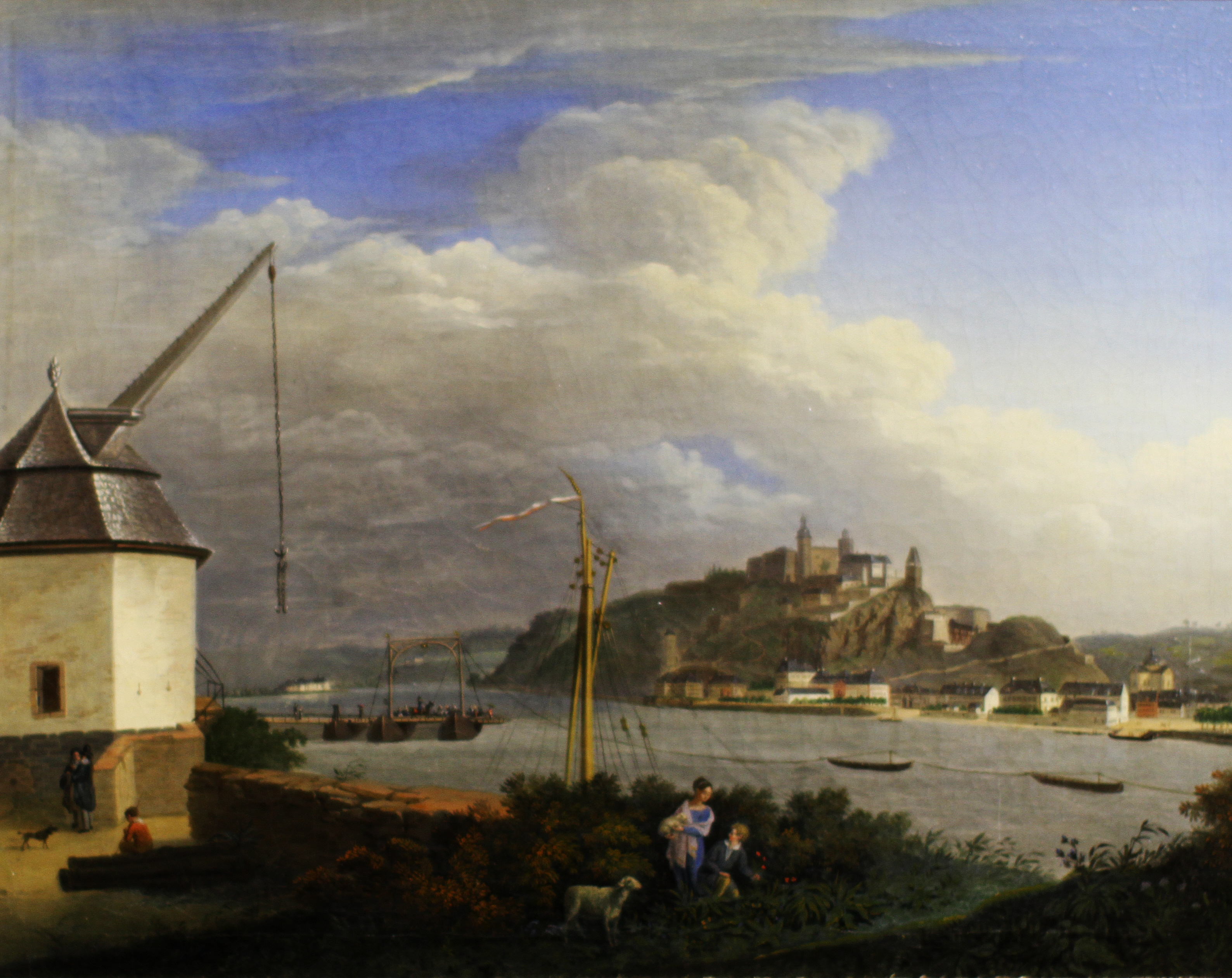
Alter Rheinkran, Ansicht von Koblenz vor 1801, Gemälde von Conrad Zick (1816), ausgestellt im Mittelrhein-Museum

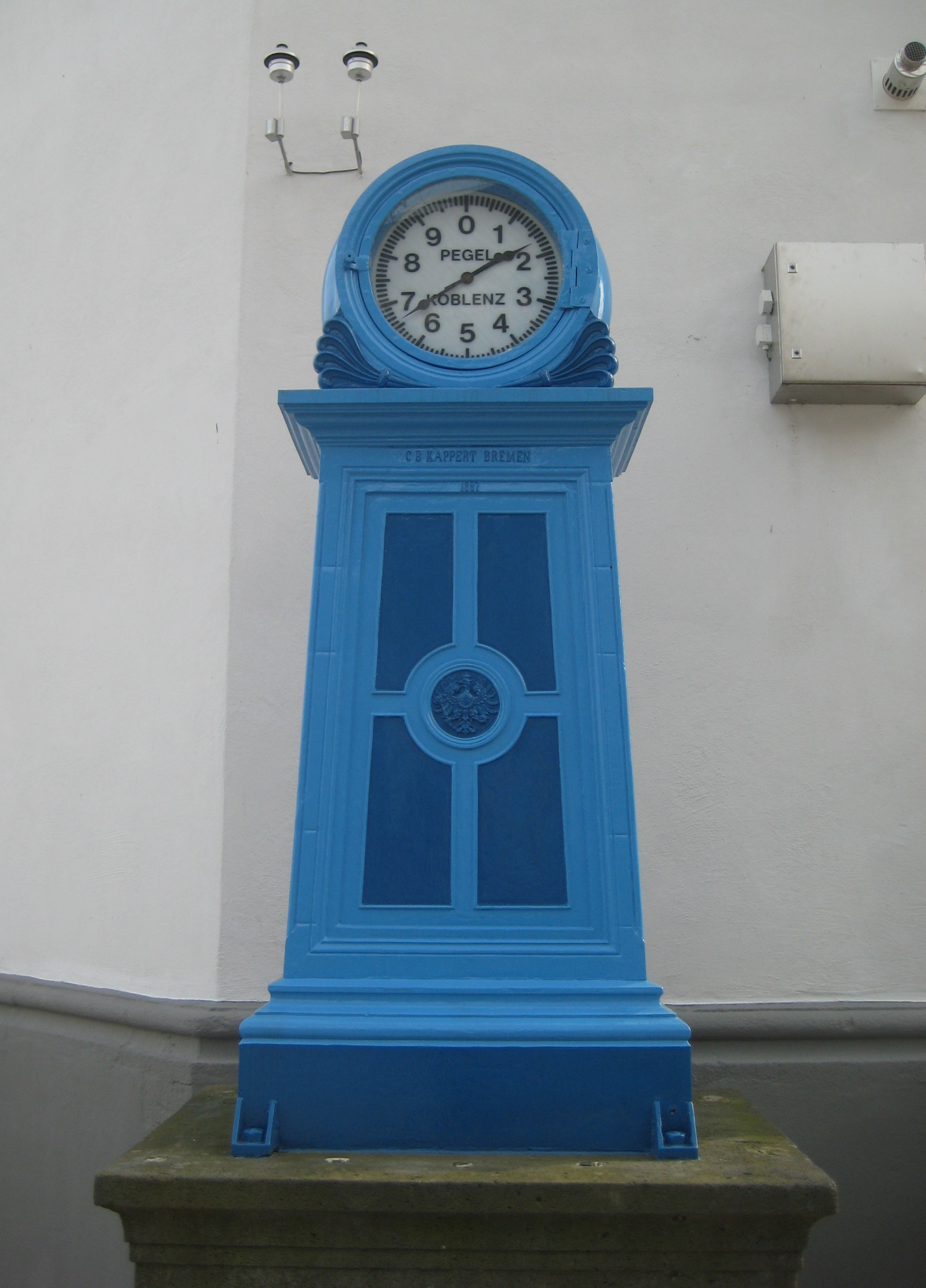
Der Rheinpegel Koblenz am Pegelhaus

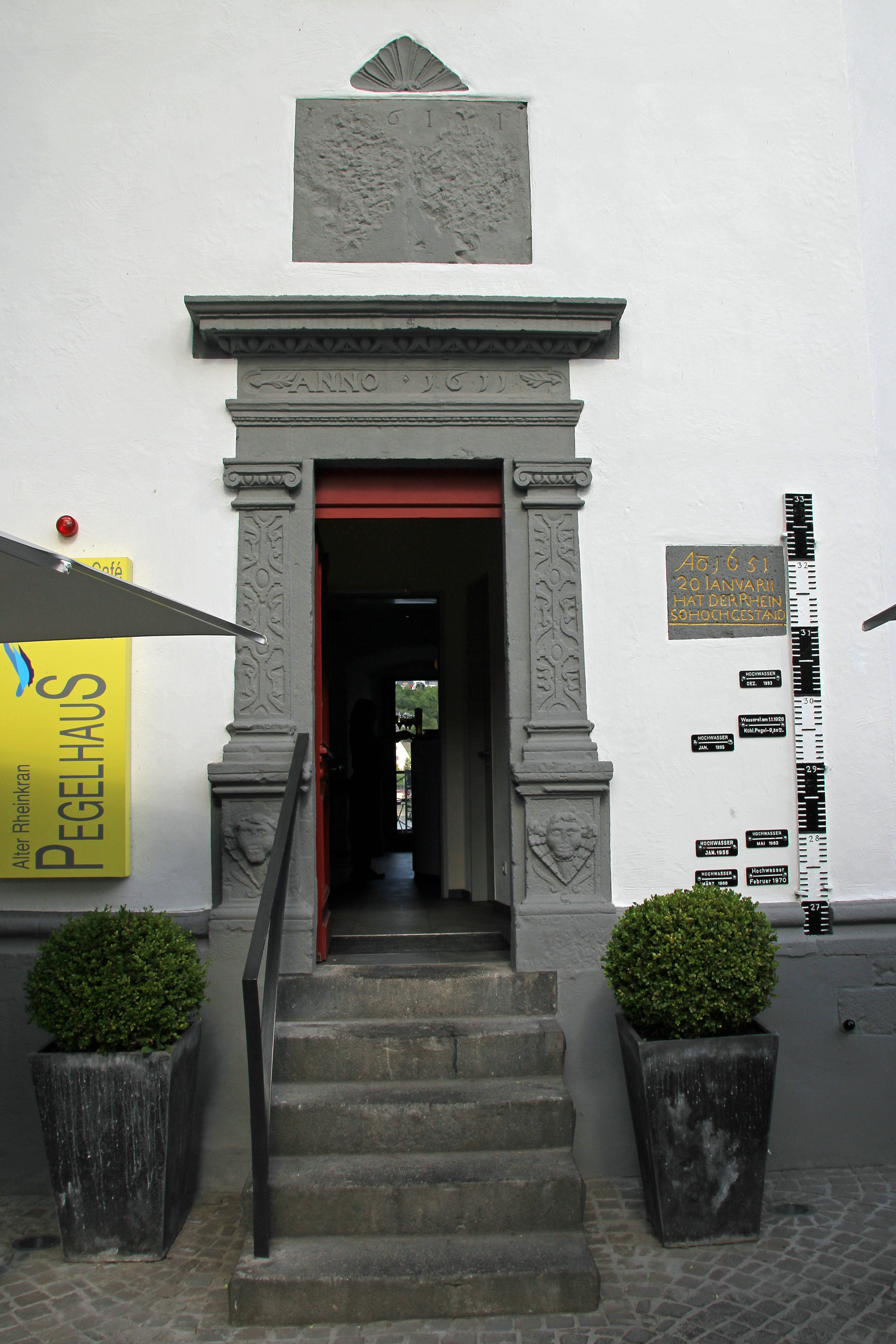
Portal mit den Hochwassermarken

Das heutige Pegelhaus wurde ursprünglich 1609 bis 1611 auf Initiative des Kurfürsten Lothar von Metternich nach den Plänen des Koblenzer Stadtwerkmeisters Peter Werner und des Jülicher Architekten Johann von Pasqualini als Rheinkran erbaut. Der Ausbau fällt in eine Zeit allgemeiner Erweiterung der Befestigungsanlagen der Stadt. Der dringend benötigte neue Rheinkran diente gleichzeitig auch als Bastion. Das Gebäude hatte einen Kran, einen Eisbrecher und ein drehbares Dach.
Ab 1839 diente es als Pegelhaus, nachdem dort bereits 1819 eine eiserne Pegellatte angebracht worden war. Neben dem Eingang zum heutigen Restaurant markieren Hochwassermarken die Höchststände der Rheinhochwasser. Daneben steht eine 1887 aufgestellte blaue Pegeluhr, die mittels Schwimmer im Rhein den Wasserstand anzeigt. Am Moselufer entstand Ende des 19. Jahrhunderts eine Moselwerft.  Um 1900 wurde der Kran auf dem Dach des Pegelhauses entfernt. Zur Bundesgartenschau 2011 wurde das Pegelhaus um ein Stockwerk erweitert, mit einem Glasdach ausgestattet und ist heute ein Panorama-Restaurant.

## Pegel Koblenz
Der Pegel Koblenz bei Rheinkilometer 591,49 ist einer von 22 für die Rheinschifffahrt relevanten Pegeln, die entlang des Rheins den Wasserstand messen. Die Messwerte werden an das Wasserstraßen und Schifffahrtsamt Bingen, die Außenstelle der Generaldirektion Wasserstraßen und Schifffahrt in Mainz und an die Bundesanstalt für Gewässerkunde in Koblenz übertragen.
Der Pegelnullpunkt liegt bei 57,667 m über Normalnull. Bei einem Pegel von 4,70 m ist die Hochwassermarke I erreicht. Für die Schifffahrt gilt dann eine Geschwindigkeitsbeschränkung von 20 km/h und die Schiffe dürfen nur noch im mittleren Drittel des Fahrwassers fahren. Bei 6,50 m, dem Erreichen der Hochwassermarke II, wird die Schifffahrt eingestellt. Im Zeitraum 1998 bis 2017 wurden ein mittlerer Niedrigwasserstand (MNW) von 0,83 m, mittlerer Wasserstand (MW) von 2,32 m und ein mittlerer Höchstwasserstand (MHW) von 6,18 m gemessen.
In der folgenden Tabelle sind die zehn höchsten Pegelstände des Rheins in Koblenz seit 1882 aufgeführt:
| Platz | Datum             | Höchststand [cm] |
| ----- | ----------------- | ---------------- |
| 1.    | 23. Dezember 1993 | 949              |
| 2.    | 1. Januar 1926    | 930              |
| 3.    | 16. Januar 1920   | 923              |
| 4.    | 30. Januar 1995   | 922              |
| 5.    | 28. November 1882 | 920              |
| 6.    | 29. Mai 1983      | 877              |
| 7.    | 13. April 1983    | 868              |
| 8.    | 19. Januar 1955   | 863              |
| 9.    | 28. März 1988     | 861              |
| 10.   | 24. Februar 1970  | 861              |

Die Stadt Koblenz liegt an den Flüssen Rhein und Mosel. Durch diese Lage ist sie besonders häufig und stark von Hochwassern betroffen. Der Hochwasserschutz Koblenz soll die von Hochwasser betroffenen Stadtteile schützen.
Am 22. Oktober 2018 wurde ein Niedrigwasserstand von 0,17 m gemessen.

## Bau
Das Pegelhaus ist ein schlichter, hell verputzter Bau mit achteckigem Grundriss. Es steht, wie auch der benachbarte Rheinkavalier, auf einem buckelgequaderten Unterbau, darüber ein hoher an den Ecken verquaderter Sockel. Rechts und links am Portal befinden sich Pilaster (aus dem Mauerwerk hervortretende Säulen) mit Pflanzen-Ornamentik und ionischen Kapitellen. Auf dem Architrav darüber steht die Jahreszahl 1611. Die Rheinseite hat einen Balkon, der auf einer Basaltkonsole ruht. Auf der Landseite ist an der Wand eine eiserne Pegellatte von 1819 angebracht und eine Pegeluhr von 1887 mit einem Gehäuse von C. B. Kappert aus Bremen. Diese Pegeluhr arbeitet nach dem Prinzip der kommunizierenden Röhren. Die eine Röhre ist mit dem Rheinwasser verbunden, die andere bewegt mittels Schwimmer die Zeiger an der Pegeluhr.

## Denkmalschutz
Das Pegelhaus ist ein geschütztes Kulturdenkmal nach dem Denkmalschutzgesetz (DSchG) und in der Denkmalliste des Landes Rheinland-Pfalz eingetragen. Es liegt in Koblenz-Altstadt am Konrad-Adenauer-Ufer.
Seit 2002 ist das Pegelhaus Teil des UNESCO-Welterbes Oberes Mittelrheintal.